# السفارة السعودية في بلجيكا
سفارة المملكة العربية السعودية في بلجيكا، هي بعثة دبلوماسية سعودية تقع في العاصمة البلجيكية بروكسل  ويترأس البعثة سفير خادم الحرمين الشريفين معالي الدكتور خالد بن إبراهيم الجندان.

## وصلات خارجية
- موقع سفارة المملكة العربية السعودية السعودية في بلجيكا